# Mount Vernon (Ohio)
Mount Vernon is een plaats (city) in de Amerikaanse staat Ohio, en valt bestuurlijk gezien onder Knox County.

## Demografie
Bij de volkstelling in 2000 werd het aantal inwoners vastgesteld op 14.375.
In 2006 is het aantal inwoners door het United States Census Bureau geschat op 15.908, een stijging van 1533 (10.7%).

## Geografie
Volgens het United States Census Bureau beslaat de plaats een oppervlakte van
21,9 km², waarvan 21,8 km² land en 0,1 km² water. Mount Vernon ligt op ongeveer 304 m boven zeeniveau.

## Plaatsen in de nabije omgeving
De onderstaande figuur toont nabijgelegen plaatsen in een straal van 20 km rond Mount Vernon.